# Cinto Euganeo
Cinto Euganeo es una comuna italiana, de 2.069 habitantes, de la provincia de Padua, en la región del Véneto.

## Evolución demográfica
| Gráfica de evolución demográfica de Cinto Euganeo entre 1861 y 2001 |
|                                                                     |
| Fuente ISTAT - elaboración gráfica de Wikipedia                     |

## Lugares de interés
- Iglesia de Cinto Euganeo: la campana fue construida sobre restos de una torre del castillo del Monte Cinto.
- Iglesia de Cornoleda: edificio del siglo XVIII.
- Iglesia de Faedo: fue construida en el 1497 y ha sido reedificada en el curso de este siglo hasta 5 veces.
- Iglesia de Fontanafredda: edificio del 1718.
- Iglesia de Valnogaredo: construida en el 1758, en estilo barroco veneciano, conserva en el interior frescos de Jacopo Guarana.
- Iglesia de Santa Lucia: construida en 1464, fue restaurada recientemente.